# Dinanderie

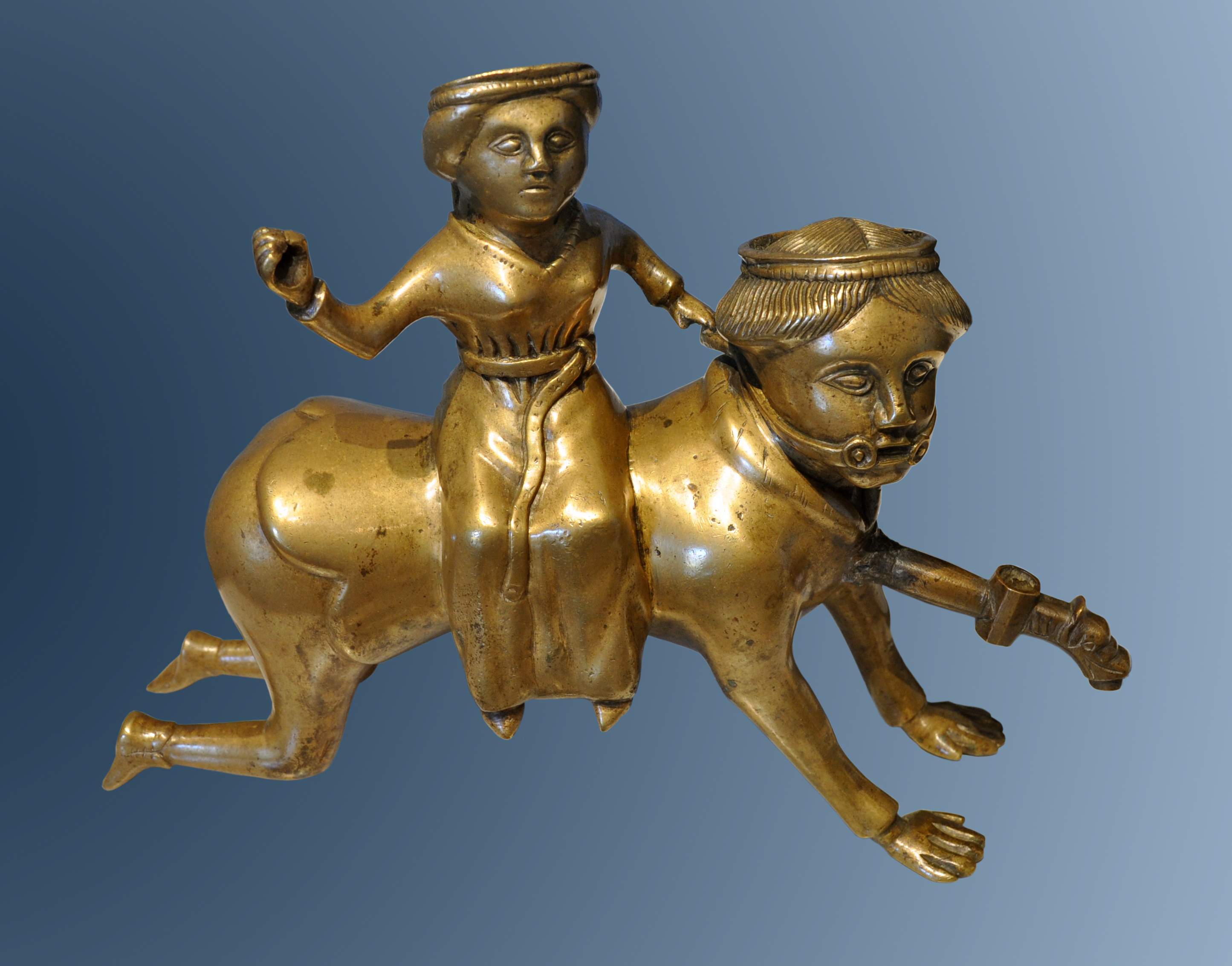
Aristote et Phyllis, dinanderie, travail mosan première moitié du XVe siècle.

La dinanderie regroupe l'ensemble des travaux conduisant à la réalisation d'objets utilitaires (ustensiles) ou décoratifs par martelage à partir d'une feuille de cuivre, de laiton, d'étain ou de fer-blanc.
L'industrie florissante du XIIe au XVIIe siècle était basée sur les gisements de calamine, un minerai contenant du zinc, situés sur le territoire de l'actuelle Belgique, que l'on transformait en laiton avec du cuivre importé.
Le mot apparaît au XIVe siècle, dérivé du radical de dinandier, les objets étant fabriqués à l'origine dans la ville de Dinant, en Belgique. 
Le métier de dinandier est la forme noble, voire artistique, du métier de chaudronnier.

## Description
La dinanderie est l'art du dinandier. Elle consiste à mettre en forme les métaux en feuille comme le cuivre, le laiton, l'argent ou encore l'étain au moyen de différents outils dont principalement les marteaux. Les différentes techniques nécessaires à la réalisation d'une pièce sont :
- le traçage et la découpe d'un flan ;
- la mise en forme proprement dite par des techniques de roulage, de cintrage, de pliage, d'emboutissage et de rétreinte, etc. ;
- l'assemblage par agrafage, soudage ou brasage, et bordage ;
- le pré-planage (au maillet tonneau), le planage (marteau postillon et battes à planer) et l'utilisation de poinçon pour le marquage et le façonnage des motifs en relief par la technique du repoussé et les divers traitements de surface pour la finition et le rendu final de la pièce.

Selon le matériau employé, les opérations de mise en forme peuvent être précédées ou entrecoupées de traitements thermiques spécifiques ayant pour but de restaurer l'aptitude du matériau à la déformation, c'est-à-dire de supprimer l'écrouissage provoqué pendant le travail du matériau. Il peut par exemple s'agir d'un recuit pour un acier doux ou d'une trempe pour un duralumin ou encore de chauffes successives suivies de refroidissements étagés (trempe suivie d'un revenu par exemple) selon les exigences du matériau travaillé, exemples :
- étain et plomb, pas de recuit ;
- or et argent, recuit teinte rose pâle ;
- cuivre, recuit teinte rouge cerise ;
- le laiton doit se chauffer à 500 °C, être refroidi à 300 °C, repasser à 700 °C, puis être refroidi lentement.

## Les techniques de mise en forme
- Le roulage consiste à former les parties cylindriques ou coniques. Les outils employés sont les barres de tôlier mais aussi les rouleuses mécaniques (type planeur, pyramidale, etc.).
- Le cintrage consiste à former les parties de type couronne, de forme comparable à celle d'un sabre. Le cintrage est ce qui est obtenu lorsqu'une partie de tôle ou un profilé sont formés dans l'axe du moment d'inertie le plus élevé. Dans le cas d'un tube (moment d'inertie identique quel que soit l'axe de formage) on emploie toujours le mot cintrage. Les outils employés sont les machines à cintrer, des presses et aussi le marteau et les formes associées (jamais de rouleuse).
- Le pliage consiste à effectuer un pli selon le rayon le plus petit possible sans endommager le matériau. Les outils employés sont les plieuses, les presses plieuses mais aussi les pinces et le marteau associé à des artifices tels que les mâchoires vis-écrous, les étaux munis de mordaches (cornières de protection)…
- L'emboutissage consiste à former les parties non développables comme des cols de cygne (bec de théière par exemple) ou encore des formes sphériques, toriques ou quelconques (vases, coupes). Les outils employés sont le maillet à emboutir, le marteau à boule, les différents tas (plomb, salières, etc.) ainsi que les machines d'emboutissage mécaniques ou hydrauliques. Il existe aussi le formage au tour à repousser, ce mode de fabrication n'est pas considéré comme une technique noble par les dinandiers.
- La rétreinte permet de lever un bord (par exemple le bord d'une tourtière). Les principaux outils sont le marteau à rétreindre ainsi que les presses.
- Le bordage consiste à sécuriser le bord d'une pièce en escamotant les arêtes tranchantes. Les outils employés sont les marteaux à rétreindre et à rentrer ainsi que les machines à border. L’agrafage, qui est un moyen d'assemblage, utilise pratiquement la même technique et les mêmes outils.

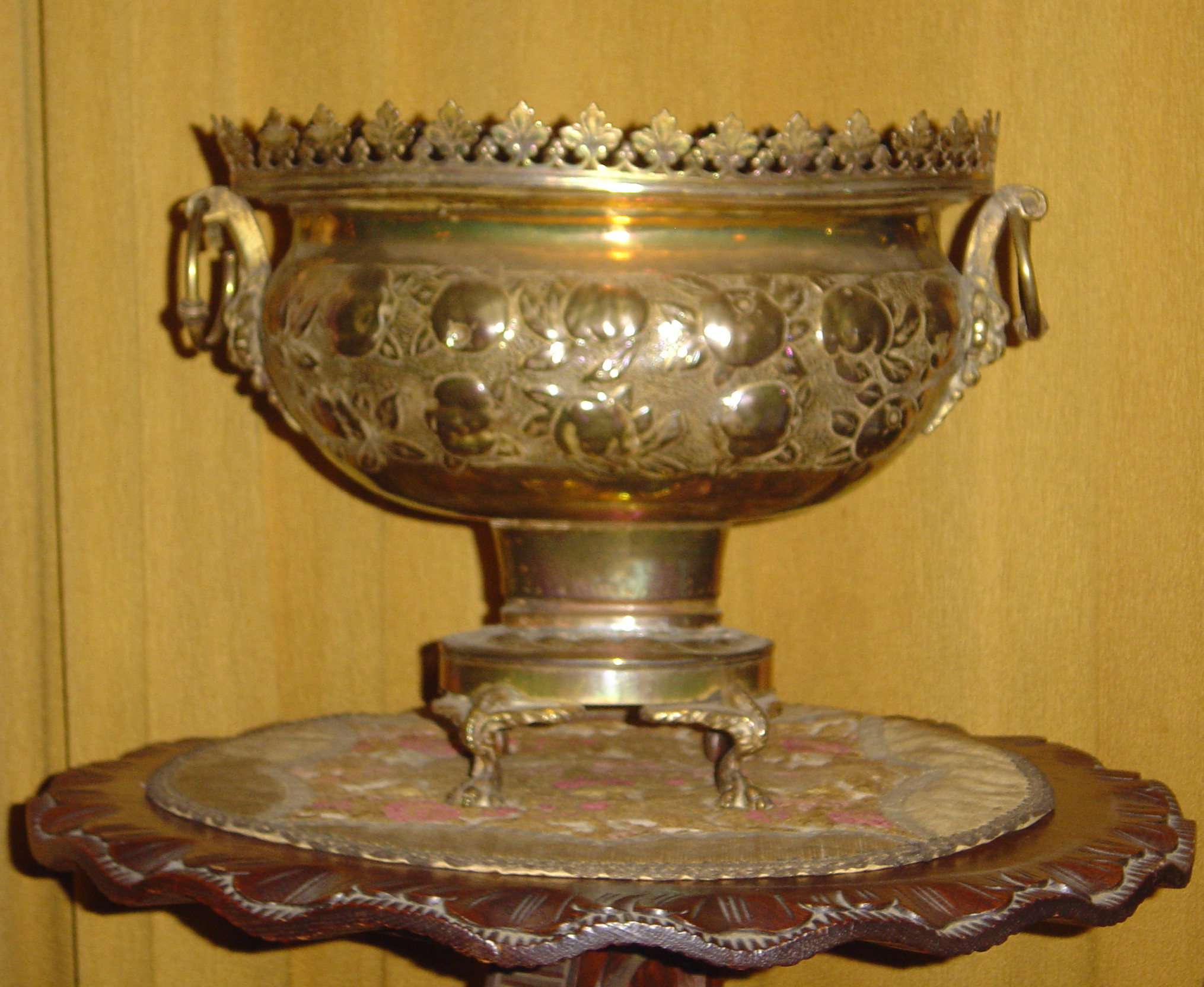
Vasque en dinanderie moderne, fin XIXe siècle.

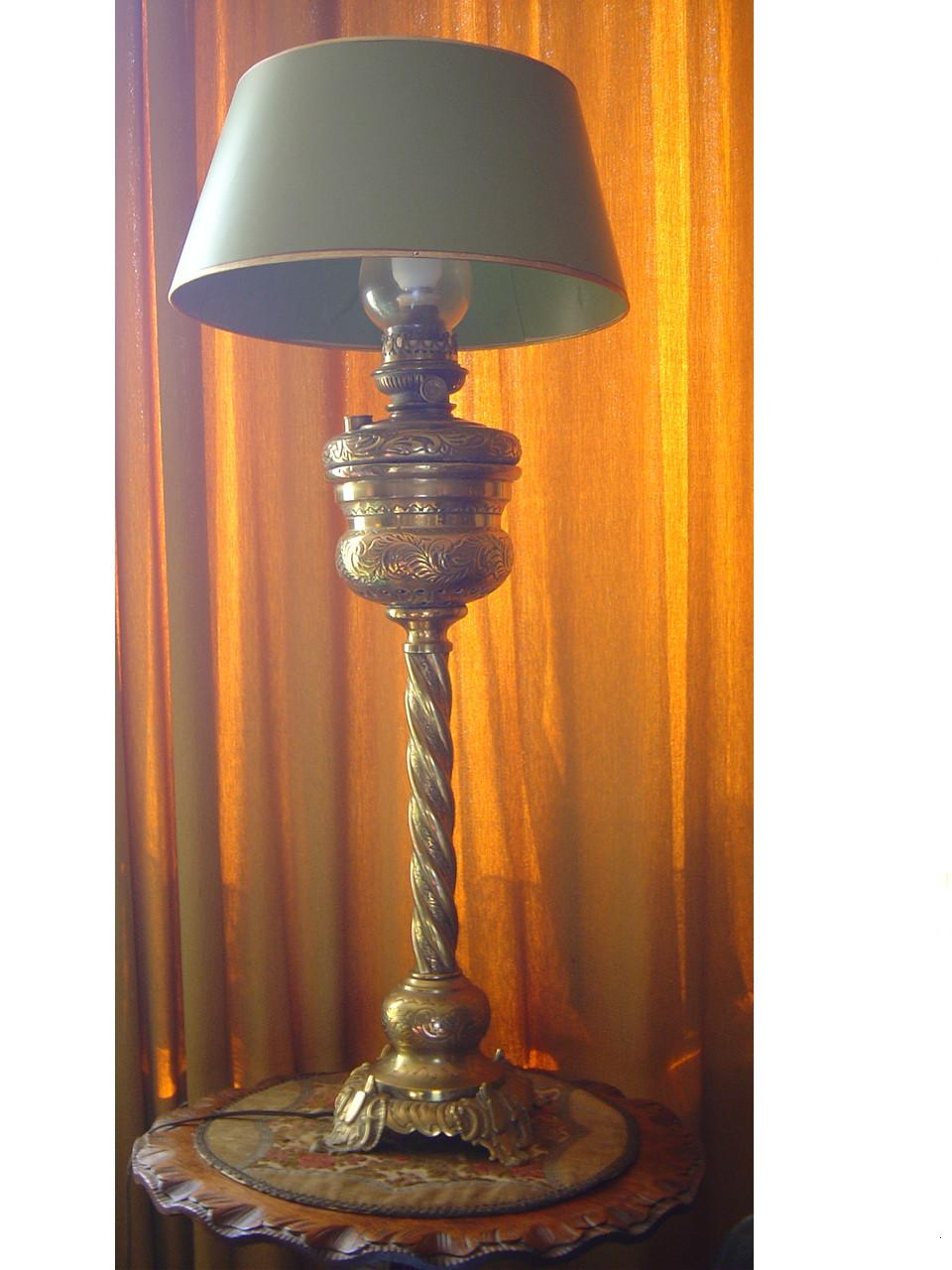
Lampe à pétrole en dinanderie moderne, fin XIXe siècle.

- Le pré-planage se fait au maillet tonneau voire au marteau. Il permet d'éliminer les grosses irrégularités (creux ou bosses) de la mise en forme. Le coup est portant. La pièce est prise entre le maillet et le tas, on entend la résonance de la masse métallique (tas).
- Le planage se fait au marteau postillon ou à la batte à planer (faces planes ou bombées). Il termine la mise en forme et redonne une dureté (écrouissage) à la pièce. Le coup est portant. La pièce est prise, comme dans le pré-planage, entre le marteau et le tas, on doit également entendre la résonance de la masse métallique support (tas). L'aspect final sera lisse ou facetté suivant le choix de l'outil.

Cette méthode de travail permet d'obtenir des pièces de toutes formes et dimensions au poids relativement réduit puisqu'elles sont creuses et que la feuille de métal employée ne dépasse pas 1,5 mm d'épaisseur. Cette technique était, à la base, utilisée pour la création de récipients divers tels que chaudrons, bassines, pichets, assiettes, théières, aiguières, réalisés dans des matériaux différents selon les castes sociales.
Aujourd'hui, elle apparaît aussi dans le domaine décoratif où elle permet la réalisation de fontaines, baignoires, vasques, miroirs, luminaires et petits objets divers.

## Dinanderie récente
En Belgique, dans le domaine des arts décoratifs, on vit revivre au XIXe et XXe siècles, le travail de la dinanderie et du cuivre repoussé considéré comme un art national. Il y eut plusieurs firmes qui ont produit des pièces diverses en dinanderie. La firme Pierre Arens. Manufacture de cuivrerie artistique fondée à Anvers en 1870 avec ses ateliers au no 20 de la Reyndersstraat. Ils fabriquèrent des porte-parapluies, des protège-cheminées, des seaux à charbon, des lanternes, des ornements en cuivre pour soufflets, des jardinières, etc. À Dinant, dans l'entre-deux-guerres, il y eut les ateliers G. Frerotte, Ernest Houbion, A. Paulis-Hastière, Poncelet et A. Roulin. À Bruxelles, au 108-110, rue Victor Rauter  se trouvait la Manufacture nationale de dinanderie ; la marque de cette firme était un écusson avec les lettres MND surmontant une tête de marteau.
Le sculpteur Oscar De Clerck produisit des dinanderies de style Art déco que l'on peut voir dans l'hôtel de ville de Charleroi.

## Historique
- Dès le 4e millénaire avant notre ère, le cuivre, qui contenait alors de l'arsenic, était travaillé en Égypte et en Chaldée.
- La dinanderie proprement dite fut cependant pratiquée au début du XIe siècle dans la vallée de la Meuse, d'abord à Huy puis à Dinant (ville d'où cette discipline tire son nom). Elle est probablement à l'origine d'une importante tradition d'orfèvrerie liturgique qui se répand dans tout le pays mosan et produit des châsses, reliquaires, croix, reliures d'une grande richesse (art mosan).
- Renier de Huy exécute, de 1107 à 1118, en laiton, les fameux fonts baptismaux de Saint-Barthélemy à Liège, d'une perfection classique exceptionnelle à l'époque.
- Par la suite, les œuvres deviennent plus complexes, plus chargées et les matériaux plus variés. Godefroy de Huy emploie l'émail champlevé dans ses réalisations, notamment le 'chef' [tête] reliquaire du pape Alexandre, réalisé pour l'abbaye de Stavelot et exposé aux Musées royaux d'art et d'histoire de Bruxelles.
- Nicolas de Verdun exécute la châsse de Notre-Dame pour la cathédrale de Tournai en 1205. Le frère Hugo d'Oignies cisèle des œuvres délicates et raffinées qui sont visibles à Namur, au musée des Arts anciens du Namurois.
- Beaucoup d'œuvres anonymes, comme la châsse de Visé (XIIe siècle) ou celle de Stavelot (XIIIe siècle), sont des pièces de dinanderie appartenant également à l'art mosan.

Les hauts lieux de la dinanderie en France sont Villedieu-les-Poêles et Durfort. À noter qu'en France, le saint patron des chaudronniers, dont les dinandiers font partie puis, par extension les métallurgistes et les mécaniciens, est saint Éloi à l'exception des dinandiers de Villedieu-les-Poêles qui ont choisi saint Hubert.